# Siddharṣi
Siddharṣi (X secolo) è stato un poeta indiano.
Giainista, fu autore del romanzo La novella allegorica della vita, che racconta la trasmigrazione dell'anima tra una vita e l'altra.